# مارشال‌های آمریکایی (فیلم)
مارشال‌های آمریکایی (به انگلیسی: U.S. Marshals) فیلمی محصول سال ۱۹۹۸ آمریکا به کارگردانی استوارت برد است. در این فیلم بازیگرانی همچون تامی لی جونز، رابرت داونی جونیور، وسلی اسنایپس، جو پانتولیانو، ایرن ژاکوب، کیت نلیگان، دانیال روبوک، لاتانیا ریچاردسون، پاتریک مالاهید و مایکل پال چان ایفای نقش کرده‌اند.

## خلاصه داستان
«مارشال سام جرارد» (لی جونز) مأمور می‌شود تبهکاری خطرناک را با هواپیما به زندانی در میزوری ببرد. «مارک شریدان» (اسنایپس) که متهم به قتل دو مأمور فدرال است، اما ادعا می‌کند بی گناه است، نیز هم سفر آن دو است. هواپیما دچار سانحه می‌شود و «شریدان» پس از کمک به نجات چند مسافر، فرار می‌کند به «جرارد» ابلاغ می‌کنند که باید هر چه زودتر «شریدان» را دستگیر کند.